# Prawda (Kotlice)
Prawda – część wsi Kotlice w Polsce, położona w województwie lubelskim, w powiecie zamojskim, w gminie Miączyn.
W latach 1975–1998 Prawda administracyjnie należała do województwa zamojskiego.